# Shampain
"Shampain" este un cântec al artistei galeze Marina and the Diamonds din albumul ei de studio de debut, The Family Jewels (2010). A fost lansat pe 11 octombrie 2010, ca al cincea single si ultimul numai în Regatul Unit și Irlanda.

## Videoclipul
Videoclipul pentru "Shampain" a fost regizat de Kim Gehri și filmat în 24 august 2010, într-un parc din Londra. Acesta a fost lansat la data de 6 septembrie 2010. Videoclipul începe arătând o lună plină și o scenă în care lumânările sunt suflate și apare titlu pe ecran. Diamandis este apoi văzută întinsă pe o pernă de mătase neagră și incepe piesa. Un ambalaj al unui burger zboara peste fața ei și scena se reduce pentru a arăta-o pe ea culcată pe treptele unui parc. Apoi se ridică și se plimbă prin parc, urmată de un dans al petrecărețelor de sex feminin în stare de ebrietate a fi o reminiscență de zombie din Thriller al lui Michael Jackson. Videoclipul se încheie cu Diamandis trezinduse pe o bancă din parc, ca și cum tot videoclipul ar fi fost un vis.

## Lista pieselor
- UK iTunes EP[6]

1. "Shampain" – 3:09
2. "Shampain" (Acoustic) – 3:45
3. "Shampain" (Fred Falke Remix) – 6:57
4. "Shampain" (Pictureplane's Deep Dolphin Remix) – 3:34
5. "Shampain" (Oscar the Punk Remix) – 5:51

- UK promo CD single[7]

1. "Shampain" – 3:11

- UK promo CD maxi single[8]

1. "Shampain" (Original Version) – 3:14
2. "Shampain" (Fred Falke Remix) – 6:59
3. "Shampain" (Pictureplane's Deep Dolphin Remix) – 3:37
4. "Shampain" (Oscar the Punk Remix) – 5:53
5. "Shampain" (The Last Skeptic Remix) – 3:24

## Clasamente
| Clasament (2010)          | Poziție maximă |
| ------------------------- | -------------- |
| Regatul Unit (UK Singles) | 141            |